# Германско-украинские отношения
Германско-украинские отношения — политические отношения между Германией и Украиной.

## Двухсторонние отношения в 1918—1922 годах

### В несоветский период
Дипломатические отношения между Германской империей и Украинской Народной Республикой были установлены после подписания Брестского мира от 9 февраля 1918 года по итогам которого Германия признала УНР независимым государством. Тогда же произошёл обмен посольствами.

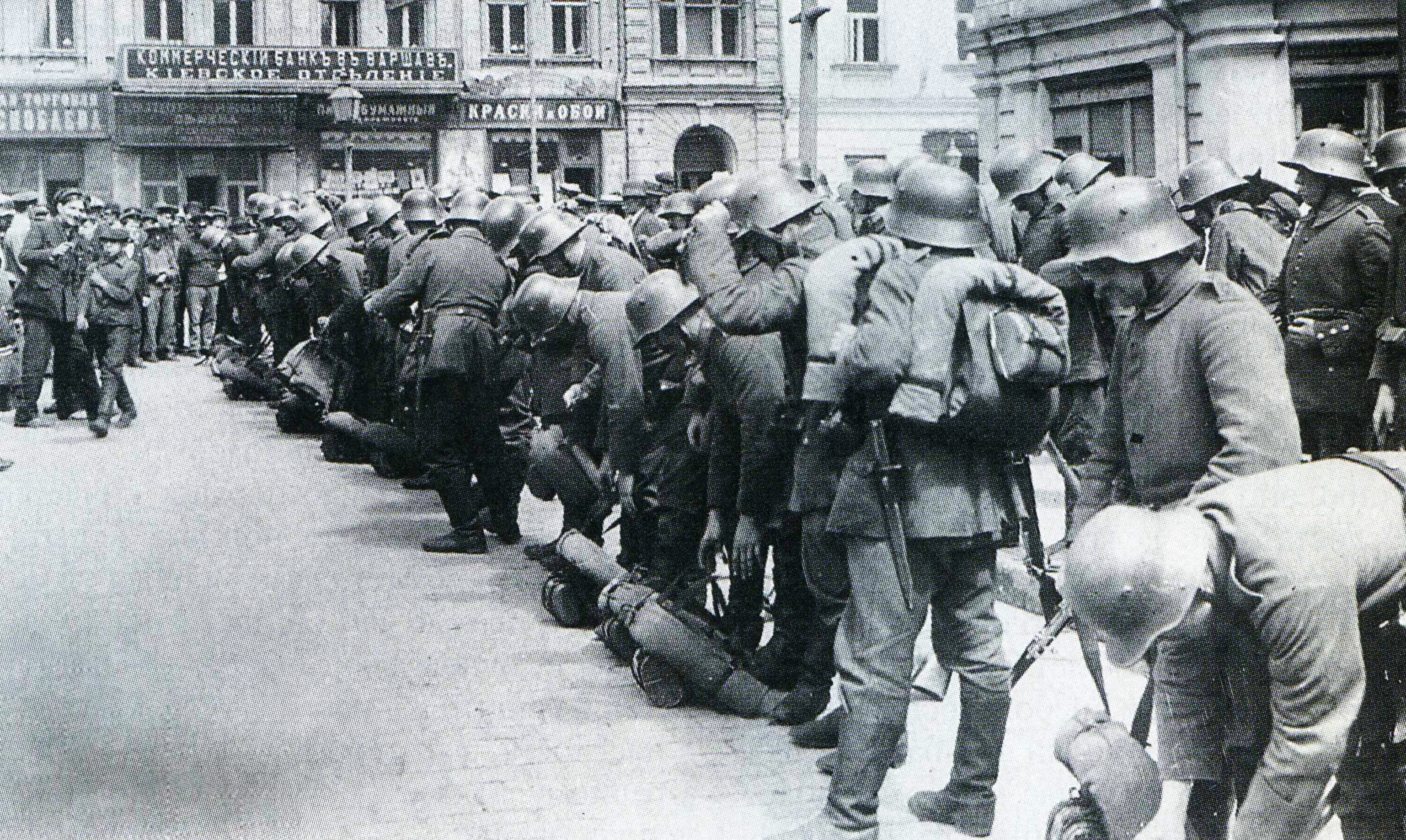
Немецкие войска в Киеве. Март 1918 года

В соответствии с Военной конвенцией от 18 февраля 1918 года 27 февраля Германия ввела на территорию УНР военный корпус для помощи в борьбе с большевиками (в начале пребывания на территории Украины общая численность германско-австро-венгерской группировки достигала 450 000 человек; в конце пребывания — только германских войск на территории Украины насчитывалось 1 000 000 человек). С 6 апреля германское военное руководство начало вмешиваться во внутренние дела УНР (без согласования с украинскими властями были изданы указы главнокомандующего германскими войсками генерал-фельдмаршала Германа фон Эйхгорна от 6 апреля по вопросу засева полей и от 23 апреля о введении на Украине германских военно-полевых судов), а 29 апреля поддержало государственный переворот, следствием которого стало устранение Центральной Рады УНР и провозглашение Украинской державы во главе с гетманом Павлом Скоропадским. Германские войска были выведены с Украины после ноября 1918 года.
Согласно мирному договору от 9 февраля и экономическому договору от 23 апреля 1918 года Германия вместе с Австро-Венгрией обязалась поставлять УНР уголь (Германия, в частности, 28 230 750 пудов), нефтепродукты, сельскохозяйственные машины, оборудование, фармацевтические и химические препараты, предоставить заём УНР в размере 1 000 000 карбованцев (в дальнейшем уже Украина, по соглашению от 15 мая 1918 года, предоставила заём Австро-Венгрии и Германии в размере 400 000 000 карбованцев), взамен УНР обязалась поставить 60 000 000 пудов хлебных злаков, 2 750 000 пудов большого рогатого скота (в живом весе), 400 000 000 штук яиц, 37 500 000 пудов железной руды, специальные сорта дерева из расчёта 300 вагонов в месяц, медь, олово, цинк, хлопок, овчину, лён и т. д.; по договору от 15 сентября 1918 года Германия также обязывалась вместе с Австро-Венгрией поставлять Украине ежемесячно 9 000 000 пудов угля, по 5000 тонн нефти и нефтепродуктов, а также обязывалась удовлетворить потребность Украины в сельскохозяйственных машинах и технике, оборудовании для сахарной, горной, угольной и металлургической промышленности, кроме того Германия выделила кредит в 1 000 000 000 немецких марок на восстановление народного хозяйства, а Украина, в свою очередь, обязалась поставить Центральным державам 75 000 000 пудов хлеба, 11 000 000 пудов живого веса скота, 300 000 голов овец, 400 000 пудов сала, 9 000 000 пудов сахара, другие сельскохозяйственные продукты, марганцевую и железную руду, дерево и т. д., возобновить режим свободной торговли на внутреннем рынке, отказаться от применения экспортных пошлин, ввести твёрдые цены на все виды продукции товарообмена, свободный транзит через свою территорию и контроль Центральных держав над экспортом хлебных злаков и сырья в Россию и нейтральные страны, также оговаривалось, что до проведения денежной реформы на Украине все поставки должны были покрываться в российских рублях. В то же время Германия активно противилась налаживанию торговых отношений Украины с Болгарией и Финляндией.
Действие Брестского мирного договора было денонсировано Версальским мирным договором, однако Германское государство тайно продолжало передавать УНР гривневую наличность, которая находилась у него на хранении (по состоянию на май 1919 года в Германии хранились напечатанные банкноты общим номиналом 4 513 460 000 гривен, а также различные ценные бумаги), а также, с осени 1919 года, начало выдачу сумм с заблокированных украинских правительственных счетов и переправку их посредством германской авиации на Украину. После подписания в 1922 году Рапалльского договора с РСФСР Германия прекратила официальные контакты с правительством УНР в изгнании.
Послы Украины в Германии:

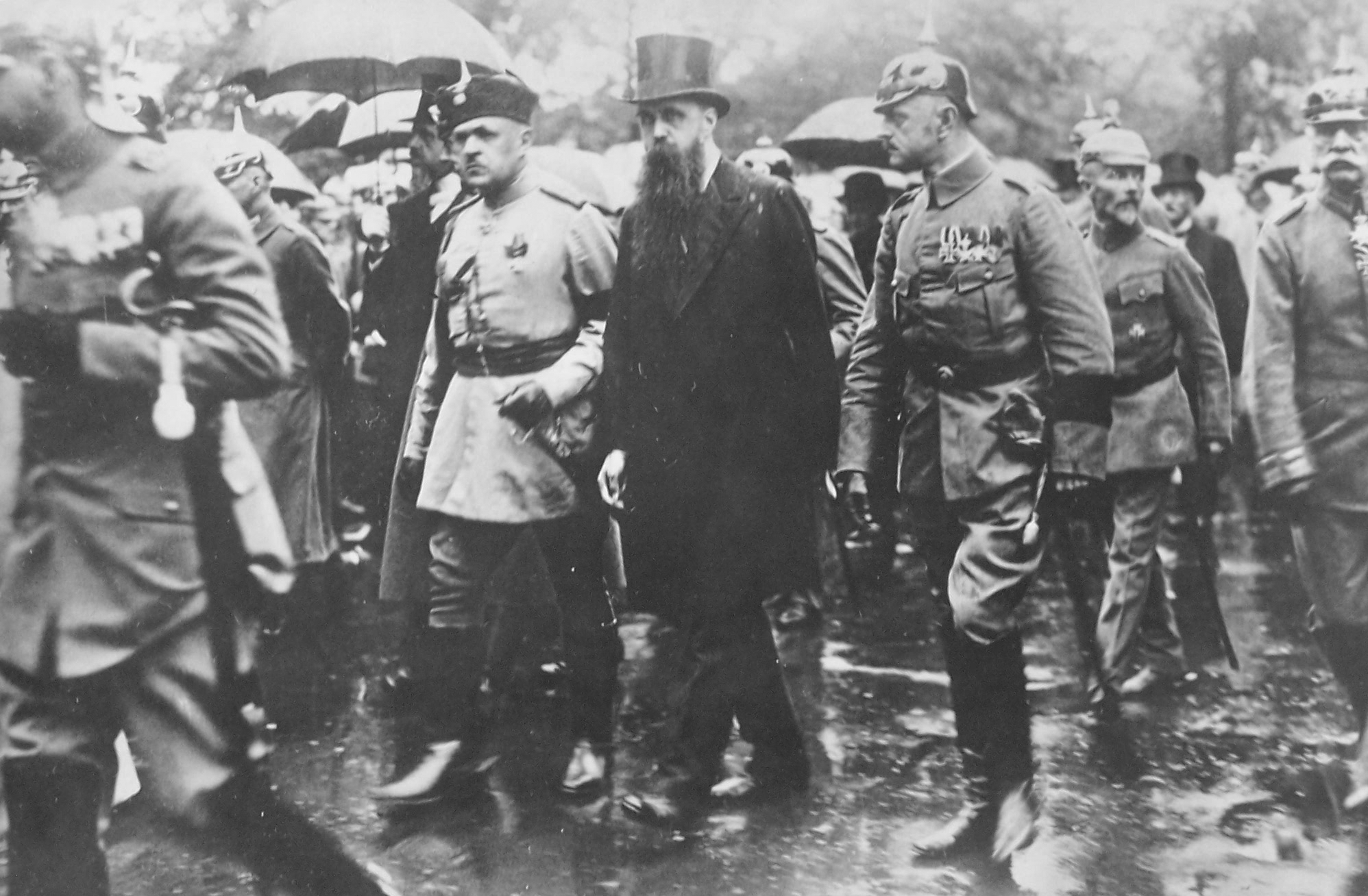
Посол Украины барон Штейнгель и турецкий посол Рифат Паша на похоронах убитого генерал-фельдмаршала Германа фон Эйхорна. Берлин, 6 августа 1918 года

- Александр Севрюк. Назначен 10 марта 1918 года[2][5];
- барон Фёдор Штейнгель. Назначен в 1918 году[5];
- Николай Порш. Назначен в 1919 году[4];

Управляющие посольством Украины в Германии:
- Роман Смаль-Стоцкий. Назначен в 1921 году[4][8].

Послы Германии на Украине:
- Альфонс Мумм фон Шварценштейн. Назначен в марте 1918 года[3][5].

Поверенные в делах Германии на Украине:
- Ганс фон Берхем. Назначен в 1918 году[7].

Межправительственные договоры:
- Брестский мирный договор от 9 февраля 1918 года[4];
- Военная конвенция от 18 февраля 1918 года[4];
- Экономический договор от 23 апреля 1918 года[4];
- Финансовый договор от 15 мая 1918 года[2];
- Хозяйственный договор от 18 сентября 1918 года[2];
- Договор о беспрепятственной эвакуации германских войск от 14 декабря 1918 года[7].

Официальные ноты со стороны Украины:
- Протест в отношении намерений Центральных держав присоединить Холмщину, Подляшье и оккупированную ими часть Волыни к Королевству Польскому от 17 ноября 1917 года[6];
- Меморандум Министерству иностранных дел Германии от 4 марта 1923 года[8].

### В советский период

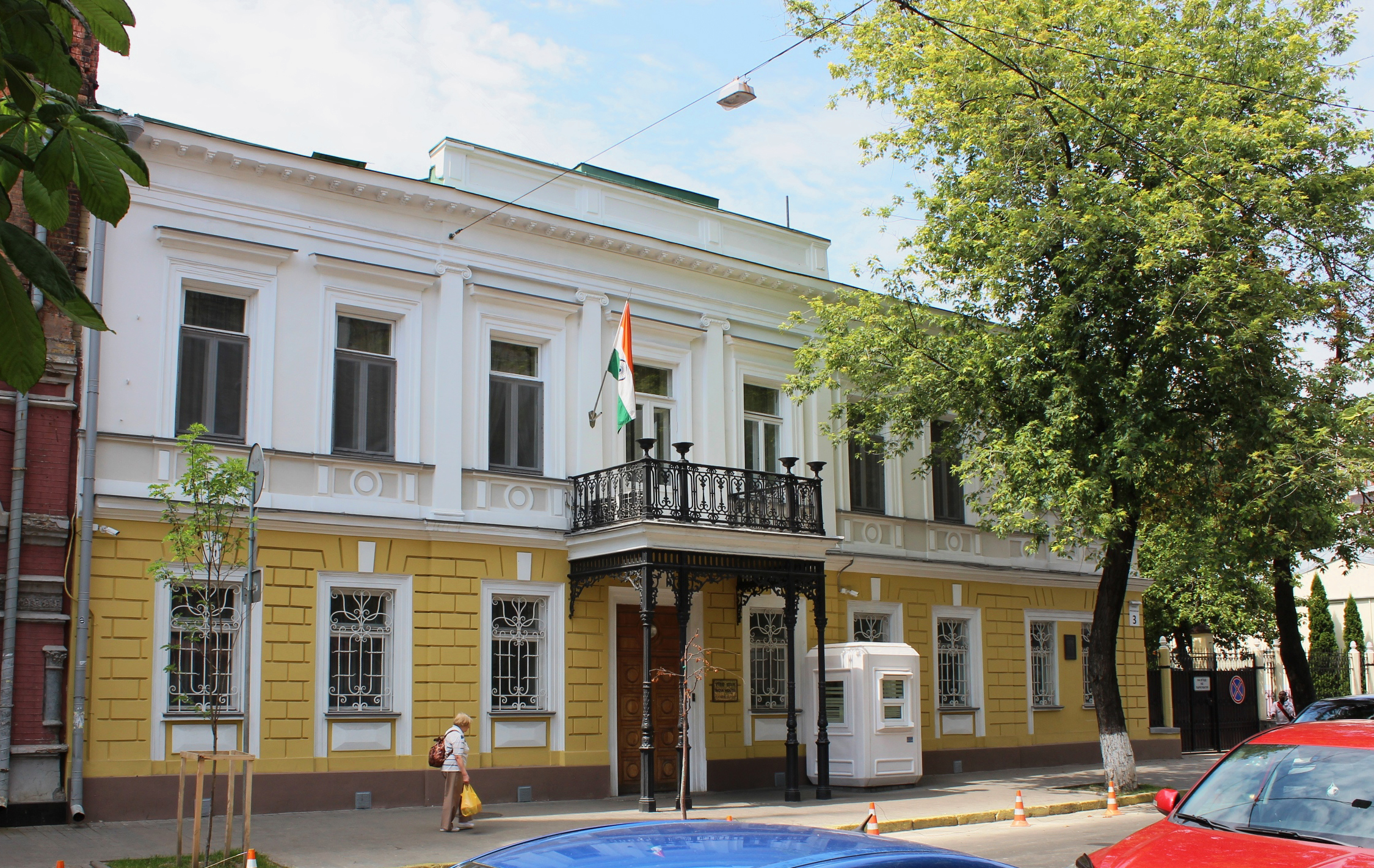
Здание, в котором с 1917 по 1937 год располагалось консульство Германии в Киеве. Украина, Киев, ул. Ярославов Вал, 3

Официальные дипломатические отношения между Германским государством и Украинской Советской Социалистической Республикой были установлены после подписания Договора про распространение Рапалльского договора на союзные Российской СФСР республики от 5 ноября 1922 года по итогам которого Германия признала УССР независимым государством. Полномочное представительство УССР в Германии было открыто ещё до подписания договора — в сентябре 1921 года.
Основным камнем преткновения во взаимоотношениях Украины и Германии того периода стало требование УССР о выплате Германией 400 000 000 марок отдолженных ею ранее у Украинской державы. Немцы оспаривали его апеллируя к ликвидации взаимных финансовых претензий Рапалльським договором. В итоге на сторону немцев встала РСФСР, давшая резкий отпор требованиям украинских дипломатов.
После образования СССР отдельное дипломатическое представительство УССР было ликвидировано.
Полномочные представители УССР в Германии:
- Владимир Ауссем. Назначен в сентябре 1921 года[10];
- Михаил Левицкий, по совместительству уполномоченный УССР в Болгарии в делах репатриации[12]. Назначен в ноябре 1922 года[11].

Межправительственные договоры:
- Договор про распространение Рапалльского договора на союзные Российской СФСР республики от 5 ноября 1922 года[9].

## Современность
Первое генконсульство Германии было открыто в Киеве в 1989 году. В 1992 году Германия открыла посольство в Киеве. В настоящее время Германия представлена также консулами в Одессе, Донецке и Львове. Украина представлена посольством в Берлине, а также консульствами во Франкфурте-на-Майне, Гамбурге и Мюнхене.
16 февраля 2024 года президент Украины Владимир Зеленский и канцлер ФРГ Олаф Шольц подписали двустороннее соглашение о гарантиях безопасности. Соглашение обеспечивает военную помощь Украине, которую оказывает Германия в отражении российской агрессии и предусматривает её оказание в случае повторного нападения России на Украину. Договор будет действовать до вступления Украины в НАТО.

## Публичная дипломатия Германии на территории Украины
Украина является одним из приоритетных направлений «публичной дипломатии» Германии. В 2012 году 1556 украинских студентов, преподавателей и исследователей получили стипендии на обучение в ФРГ. В 2011 году в Германии обучалось 6204 студента с Украины. На территории Украины действовали (по состоянию на 2012 год) 5 германских фондов. В 2009—2013 годах членами Комитета по выставкам и ярмаркам Германии было проведено 46 выставок на территории Украины.

## Немцы на Украине
На Украине немецкая община к моменту получения независимости была очень мала — около 38 тыс. человек по переписи 1989 года. В отличие от немецкой общины Казахстана, численность которой за 1990-е годы сократилась примерно вдвое в основном за счёт выезда в Германию, количество украинских немцев за этот период уменьшилось незначительно. Перепись 2001 года выявила на Украине 33 302 немца (0,02 % населения страны).

## Украинцы в Германии
В Германии на 2013 год проживало 122355 лиц украинской национальности, которые были размещены во всех федеральных землях. Украинское население Германии состоит из двух групп. Самую малочисленную составляют украинцы, прибывшие в страну до распада СССР и их потомки. Большинство украинцев Германии — переселенцы 1990—2000-х годов и их потомки. В Германии существует целый ряд украинских организаций, представляющих интересы украинской общины.
Кроме того 2017—2018 год был объявлен годом украинского языка, итогом которого стало открытие первого украиноязычного радио «trembeatsFM» в Германии.